# Aftenshowet
Aftenshowet er et direkte aktualitetsprogram der sendes mandag til torsdag fra klokken 19:00-20:00 på DR1 og fokuserer på dagens vigtigste begivenheder, portrætter af aktuelle personer, gode råd, vigtige nyheder og det bedste fra arkivet. Før blev Aftenshowet sendt i to halvdele fra 18.00 – 18.30 og 19.00 – 19.30.
Fra 2007 til 2009 blev Aftenshowet sendt direkte fra HT-terminalen på Rådhuspladsen i København. Fra januar 2010 blev det flyttet til Nyhavn, pga. Metrobyggeriet. I dag sendes Aftenshowet fra Industriens Hus ved Rådhuspladsen i København.
Både Sisse Fisker og Lise Rønne var i 2010 på barsel.
Programmet blev sendt første gang mandag den 1. januar 2007, med et værtshold bestående af: Peter Kær, Louise Wolff, Mads Steffensen og Sisse Fisker.

## Værterne

### Nuværende værter på Aftenshowet (pr. 1/10 2023)
- Mark Stokholm (11/10 2011-) (975 gange)
- Mette Bluhme Rieck (10/1 2017-22/12 2021 og 27/2 2023-) (306 gange)
- Kristian Ring-Hansen Holt (4/3 2020-) (284 gange)
- Nola Grace Gaardmand (19/5 2021-) (188 gange)
- Johannes Langkilde (2/10 2023-)

### Forhenværende værter på Aftenshowet
- Louise Wolff (1/1 2007-30/4 2015) (661 gange)
- Sisse Fisker (8/1 2007-10/12 2014) (499 gange)
- Mikkel Fønsskov (7-17/7 2014 og 3/2 2015-24/10 2019) (494 gange)
- Ulla Essendrop (21-31/7 2014 og 5/2 2015-23/2 2023) (492 gange)
- Mads Steffensen (8/1 2007-13/3 2014) (400 gange)
- Lise Rønne (3/3 2008-15/12 2009, 4/5 2011, 15/1-10/3 2014 og 4/8 2015-17/12 2019) (349 gange)
- Maria Yde (7/2 2012-28/1 2015) (207 gange)
- Puk Elgård (25/8 2009-29/8 2011) (187 gange)
- Kristian Porsgaard Rosasco (3/1 2013-29/1 2015) (157 gange)
- Rie Helmer Nielsen (6/6 2011-20/8 2015) (139 gange)
- Nikolaj Koppel (20/1 2010-28/4 2011) (137 gange)
- Jens Blauenfeldt (16/8 2007-23/6 2011) (136 gange)
- Lasse Eskildsen (27/8 2008-25/6 2009) (96 gange)
- Abdel Aziz Mahmoud (24/5 2011-26/7 2012) (96 gange)
- Ditte Haue (19/5 2016-19/10 2017 og 22/5-8/8 2018) (67 gange)
- Peter Kær (1/1-8/6 2007) (57 gange)
- Morten Ankerdal (8/8-22/12 2011) (38 gange)

- Mette Frisk (7/6 2017-9/8 2018) (24 gange)
- Kristian Pedersen (28/6-4/8 2011) (19 gange)
- Josefine Høgh (7/10-24/11 2020 og 7/4-12/5 2021) (18 gange)
- Tina Müller (3/3 2020, 11/6-30/6 2020 og 5/8-25/8 2020) (9 gange)
- Sofie Østergaard (20/7 2022) (1 gang)

## Aftenshowet Sommer 2011
For første gang i Aftenshowets historie sender programmet nu hele sommeren igennem. Sommerudgaven startede 27. juni 2011 på Tiøren og slutter 4. august på Tangkrogen. Efter Aftenshowet Sommer sender Sommervejret i en direkte overgang. Sommerholdet består af: Sisse Fisker, Rie Helmer Nielsen, Abdel Aziz Mahmoud & Kristian Pedersen. Hver dag er der en "Sommergæst" på besøg, der er med hele programmet igennem. Inden programmet slutter, skal sommergæsten sende et spørgsmål videre til den næste sommergæst. Aftenshowet Sommer sender samme steder som SommerSummarum, Cirkus Summarum & Sommervejret. Der sendes 4 uger fra Tiøren på Amager og 2 uger Tangkrogen i Aarhus.

## Locations
- Fra starten i 2007 sendte Aftenshowet fra Rådhuspladsen i København
- I skolernes efterårsferie, fra 13. oktober 2008, sendte Aftenshowet i en uge fra pladsen foran Musikhuset Aarhus
- Fra 20.-24. april 2009 sendte Aftenshowet fra Sønderborg
- Fra 3. august 2009 sendte Aftenshowet i 2 uger fra Amager Strandpark
- Fra januar 2010 til 23. juni 2011 sendte Aftenshowet fra Nyhavn i København
- I sommeren 2011 sendte Aftenshowet Sommer i 4 uger fra Tiøren på Amager og i 2 uger i Tangkrogen i Aarhus
- Fra 8. august 2011 sendte Aftenshowet på Christianshavn (Krøyers Plads, Strandgade 85-87, 1401 København K)
- 27. oktober 2011 sendte Aftenshowet fra Ærø, Hjallerup og Trekantsområdet i forbindelse med projektet Vores Kunst
- I sommerferien 2012 sendte Aftenshowet fra Kongens Have
- Fra 13. august 2012 sendte Aftenshowet fra Islands Brygge
- 29. august 2012 sendte Aftenshowet i forbindelse med Svendborg Filmdage fra Svendborg Havn, hvor årets SVEND-priser blev uddelt
- Fra 3. juni 2013 sender Aftenshowet fra Industriens Hus ved Rådhuspladsen

## Ekstern henvisning
- Aftenshowets hjemmeside
- Aftenshowet på Internet Movie Database (engelsk)
- Aftenshowet hos The Movie Database (engelsk)
- Aftenshowet hos TheTVDB (engelsk)